# شارلوت برونتي
شارلوت برونتي (بالإنجليزية: Charlotte Brontë | /ˈʃɑːrlət ˈbrɒnti/) روائية وشاعرة إنجليزية، هي كُبرى الأخوات برونتي الثلاث اللاتي تعتبر رواياتهن من كلاسيكيات الأدب الإنجليزي.
في يناير 1831 التحقت شارلوت بالمدرسة في رو هيد بعمر 14 سنة، وغادرتها في العام التالي لتعليم شقيقتيها إميلي وآن في المنزل، ثم عادت إليها في العام 1835 كمُربية. حصلت شارلوت على وظيفة مُربية لدى عائلة سيدجويك في العام 1839 لكنها غادرتهم بعد بضعة أشهر لتعود إلى قرية هاورث حيث قامت الأخوات برونتي بإنشاء مدرسة، إلا أنهن تخلين عن مشروع المدرسة نظرا لعدم مقدرتهن على جذب الطالبات إليها. بدلا من ذلك، لجأت الأخوات برونتي إلى الكتابة ونشرن لأول مرة في العام 1846 تحت الأسماء المستعارة (كورير بل - إليس بل - آكتون بل). كتبت شارلوت أولى رواياتها تحت عنوان الأستاذ والتي قوبلت بالرفض من قبل دور النشر، إلا أنها تمكنت من نشر روايتها الثانية جين أير في العام 1847. اعترفت الأخوات بأسماء «بل» المستعارة في العام 1848، وبحلول العام التالي ذاع صيت الأخوات برونتي وسط المحافل الأدبية في لندن.
كانت شارلوت آخر من تبقى على قيد الحياة من بين كافة أشقائها. في يونيو 1854 وبعد وقت قصير من زواجها أصبحت شارلوت حبلى ثم توفيت في 31 مارس 1855، ويرجع سبب وفاتها على الأرجح إلى القيء المفرط الحملي وهو أحد مضاعفات الحبل التي تسبب الغثيان والقيء بشكل مفرط.

## حياتها المبكرة وتعليمها
وُلدت شارلوت في 21 أبريل 1816 في ثورنتون، غرب برادفورد، يوركشاير، وهي الثالثة من بين ستة أطفال لماريا برانويل (كنيتها قبل الزواج) وزوجها الكاهن الأنجليكي والمؤلف الأيرلندي باتريك برونتي. في العام 1820 انتقلت العائلة إلى قرية هاورث، حيث تولى والدها منصب كاهن الأبرشية في كنيسة القديس ميخائيل وجميع الملائكة. تُوفيت والدتها في 15 سبتمبر 1821 تاركة خلفها خمسة بنات وابن وحيد في رعاية شقيقتها إليزابيث برانويل.
في أغسطس 1824، أرسل الأب شارلوت مع ثلاثة من شقيقاتها (إيميلي - ماريا - إليزابيث) إلى مدرسة بنات القساوسة كوان بريدج في لانكشر. أثرت الظروف المتردية للمدرسة على صحة الفتيات فما لبثت الأختان ماريا (مواليد 1814) وإليزابيث (مواليد 1815) أن أصيبتا بمرض السل وتوفيتا بسببه في يونيو 1825 بعد وقت قصير من التحاق الأخوات بالمدرسة، مما دفع الأب إلى إخراج شارلوت وإيميلي من تلك المدرسة. كانت تلك المدرسة مصدر إلهام شارلوت لتأليف مدرسة (Lowood School) في روايتها جين أير.

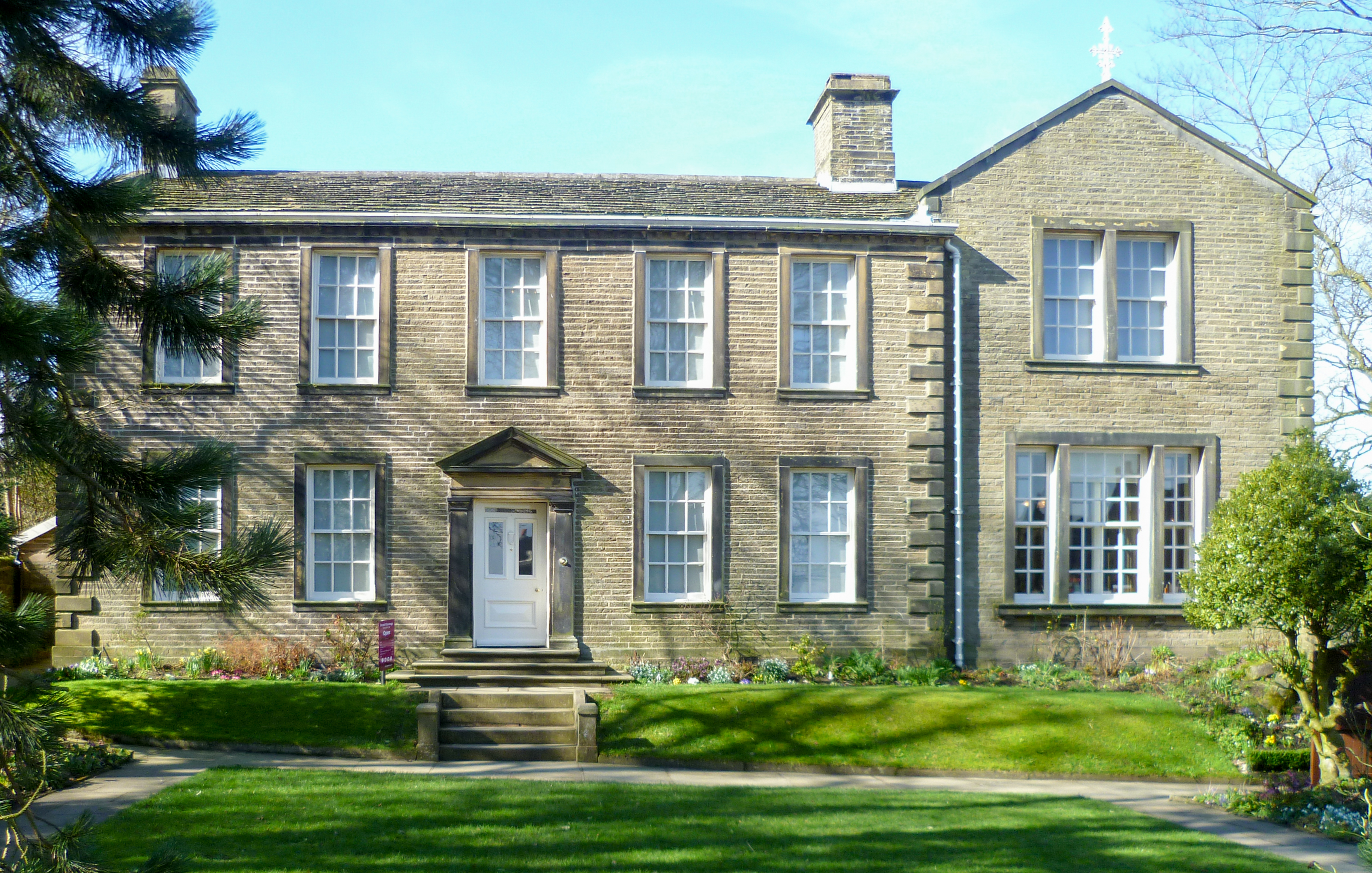
متحف الكاهن برونتي، هاورث

في منزل الكاهن برونتي (الآن متحف) الكائن في هاورث، لعبت شارلوت دور «الصديقة الأم والوصية على أخواتها الصغيرات». كتبت شارلوت أول قصيدة معروفة لها في العام 1829 بعمر 13 سنة، ثم استمرت في كتابة أكثر من 200 قصيدة خلال حياتها. تم «نشر» العديد من قصائدها في مجلتهم المنزلية (Branwell's Blackwood's Magazine)، والتي تتعلق بكونفدرالية مدينة الزجاج الخيالية. بدأت شارلوت مع شقيقتيها إيميلي برونتي وآن برونتي بنسج حكايات عن سكان ممالك خيالية والتأريخ لحياتهم ونضالاتهم. كتب كل من شارلوت وبرانويل قصص رومانسية ذات طابع بايروني عن مملكتهما الخيالية «أنغريا»، بينما كتبت إيميلي وآن مقالات وقصائد عن جزيرتهما الخيالية «غوندال». كانت قصصهن الطويلة مجزأة ومليئة بالتفاصيل وتوجد في شكل مخطوطات غير مكتملة، وتم نشر البعض من تلك القصص كأعمال أدبية شابة. شكلت تلك الحكايات محور اهتمامات الفتيات في مرحلة طفولتهن وبدايات مراهقتهن، ورافقتهن بعد ذلك في كتاباتهن الأدبية لاحقا بعد البلوغ.
أكملت شارلوت تعليمها في رو هيد، ميرفيلد في الفترة (1831-1832)، وهناك قابلت رفيقات حياتها إلين نسي وماري تايلور، ولم ينقطعن عن تبادل الرسائل. كتبت شارلوت روايتها القصيرة «القزم الأخضر» في العام 1833 تحت الاسم المستعار «ويليزلي»، وخلال تلك الفترة تحولت قصصها من حكايات خارقة للطبيعة إلى قصص أكثر واقعية. عادت شارلوت إلى نفس المدرسة في رو هيد كمُعلمة في الفترة (1835-1838)، وغلبت عليها آنذاك مشاعر الحزن والوحدة مما دفعها إلى التخلص من أحزانها عن طريق كتابة الشعر حيث قامت بتأليف سلسلة من القصائد الحزينة. في ديسمبر 1835 كتبت شارلوت قصيدة (We wove a web in childhood) وأظهرت فيها تناقضا حادا بين حياتها البائسة كمُعلمة والعوالم الخيالية الحية التي ابتكرتها هي وأخواتها. كما كتبت في نفس الفترة قصيدة (Morning was its freshness still) وقصيدة (Tis bitter sometimes to recall/Illusions once deemed fair). جسدت شارلوت من خلال عدة قصائد عالمها الخيالي «أنغريا» وغالبا ما كانت تدور حول أبطال بايرون. في ديسمبر 1836 راسلت شارلوت الشاعر البريطاني روبرت ساوذي طالبة منه تشجيعها على مسيرتها المهنية كشاعرة. حينها رد عليها ساوذي بمقولته الشهيرة:
«لا يمكن أن يكون الأدب من شأن حياة المرأة، ولا ينبغي أن يكون كذلك. كلما انخرطت المرأة في واجباتها الأساسية، كلما قل وقت فراغها لمساعيها الأدبية، حتى لو كانت مساعيها لغرض تحقيق إنجاز أو لمجرد الترفيه.»
قابلت شارلوت هذه النصيحة باحترام لكنها بالطبع لم تطبقها.
في العام 1839 عملت شارلوت كمُربية خاصة لدى العديد من العائلات في يوركشاير، واستمرت في هذه المهنة حتى العام 1841. تحديدا في الفترة من مايو إلى يوليو 1839، تم توظيفها من قبل عائلة سيدجويك في مقر إقامتهم الصيفي (Stone Gappe) في لوثرزدیل. من بين الأطفال تحت رعايتها كان هناك طفلا شقيا يُدعى جون بنسون سيدجويك (1835-1927)، وفي إحدى المناسبات ألقى جون سيدجويك الكتاب المقدس على شارلوت. ربما كانت هذه الحادثة مصدر إلهام لجزء من الفصل الافتتاحي في رواية جين أير حيث قام أحد الشخصيات - جون ريد - بإلقاء كتابا على جين الصغيرة. لم تستمتع برونتي بعملها كمُربية حيث أفصحت بأن أصحاب عملها كانوا يعاملونها كجارية تقريبا مع توجيه الإهانات لها باستمرار.
كانت شارلوت ضئيلة الحجم وكان طولها أقل من خمسة أقدام (حوالي 150 سنتيمتر).

## بروكسل وهاورث

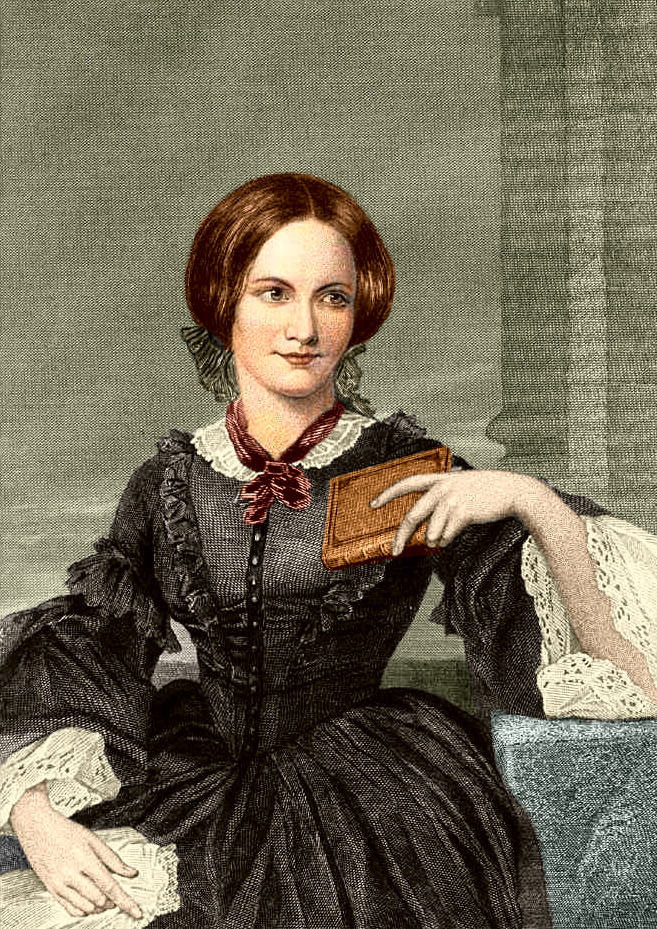
رسم ملون لشارلوت برونتي

في عام 1842 سافرت شارلوت مع إميلي إلى بروكسل للالتحاق بمدرسة داخلية تحت إدارة السيد قسطنطين هيجر (1809-1896) وزوجته السيدة كلير زوي بارينت هيجر (1814-1891). خلال فترة وجودها في بروكسل، فضلت شارلوت المذهب البروتستانتي - الذي يتيح للفرد التواصل المباشر مع الرب - أكثر من التعاليم الكاثوليكية الصارمة المتبعة من قبل السيدة هيجر، حيث اعتبرته شارلوت مذهبا استبداديا يفرض الامتثال والخضوع لبابا الفاتيكان. قامت شارلوت بتدريس اللغة الإنجليزية بينما أعطت إيملي دروسا في الموسيقى مقابل تسديد رسوم الإقامة والتعلم في المدرسة. اضطرت الأختان إلى ترك المدرسة بعد وفاة الخالة إليزابيث برانويل جراء انسداد معوي أصيبت به في أكتوبر 1842، وكانت الخالة قد انضمت للعائلة في هاورث لتولي رعاية أبناء أختها بعد وفاة الأخيرة. في يناير 1843 عادت شارلوت وحدها إلى المدرسة في بروكسل مرة أخرى لكن كمُعلمة، ولم تتسم إقامتها الثانية بالسعادة حيث شعرت بالحنين وكانت قد تعلقت بالسيد قسطنطين هيجر. انتقلت شارلوت مرة أخرى إلى هاورث في يناير 1844 واستغلت الوقت الذي قضته في المدرسة الداخلية كمصدر إلهام لروايتيها الأستاذ وڤيليت.
بعد العودة إلى هاورث، قامت شارلوت وأخواتها بإنشاء مدرسة داخلية خاصة في منزل العائلة. تم الترويج للمدرسة على أنها «مؤسسة الآنسات برونتي الداخلية لتعليم عدد محدود من الفتيات» وتم إجراء استعلام لترقب التلميذات ومصادر التمويل المحتملة، ولكن باء المشروع بالفشل حيث لم ينجذب أحد إلى المدرسة وتم التخلي عن المشروع في أكتوبر 1844.

## أول أعمالها الأدبية المنشورة

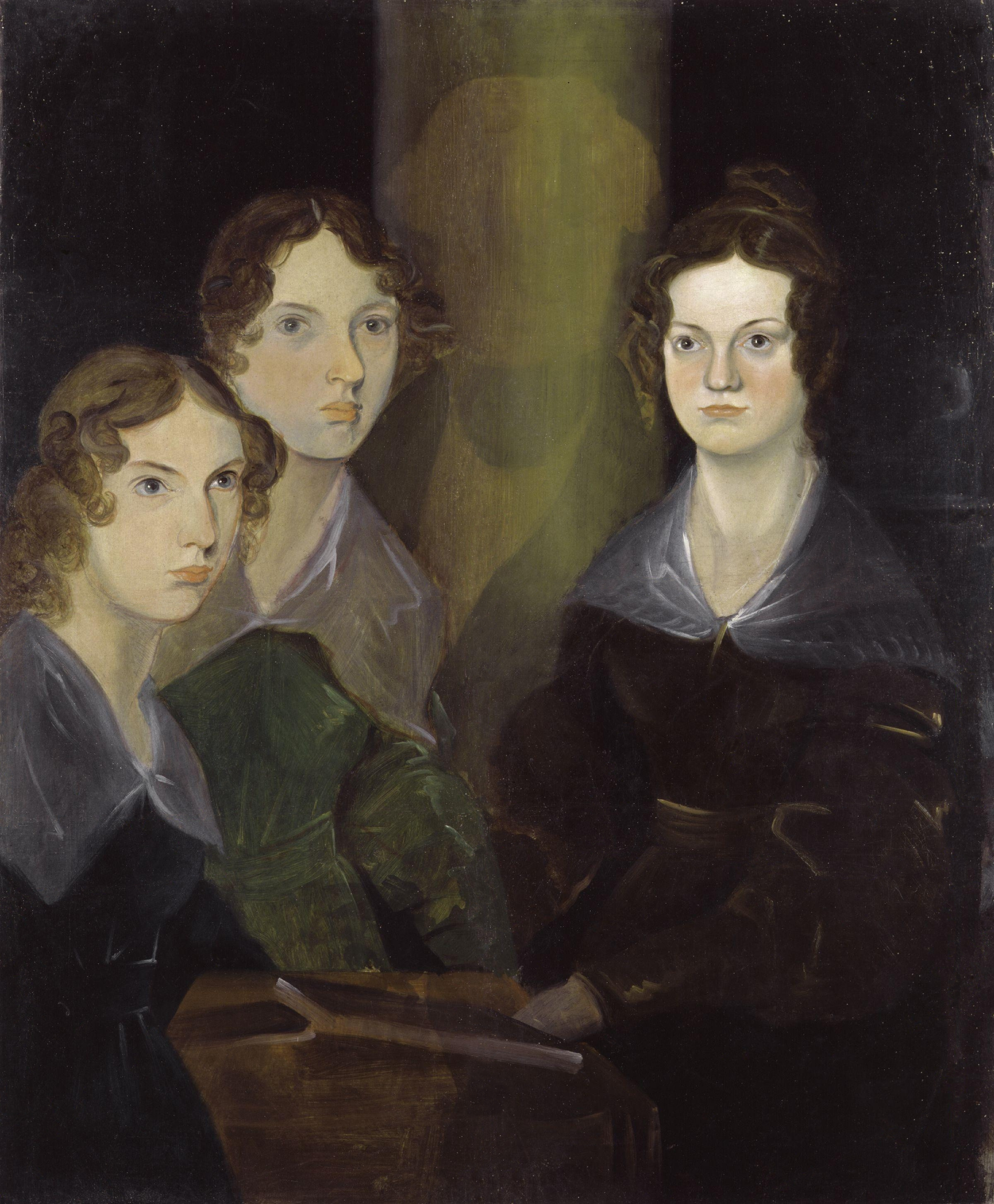
لوحة الأخوات برونتي بريشة شقيقهن برانويل (من اليمين إلى اليسار: شارلوت - إيميلي - آن)

في مايو 1846 نشرت الأخوات شارلوت وإيميلي وآن مجموعة مشتركة من القصائد تحت الأسماء المستعارة (كورير بل - إليس بل - آكتون بل) على التوالي. حجبت الأسماء المستعارة جنس الأخوات مع الإبقاء على الأحرف الأولى من أسمائهن. «بل» كان الاسم الأوسط لمساعد الكاهن في هاورث، آرثر بل نيكولز، الذي تزوجته شارلوت لاحقا، و«كورير» نسبة إلى كنية فرانسيس ماري ريتشاردسون كورير التي قامت بتمويل مدرستهن (أو ربما والدهم).
كتبت شارلوت حول استخدام الأسماء المستعارة ما يلي: 
«تجنبا للدعاية الشخصية، أخفينا أسماءنا الأصلية خلف الأسماء المستعارة: كورير بل - إليس بل - آكتون بل. اخترنا هذه الأسماء الغامضة رغبة منا في استخدام أسماء ذكورية حيث لم نكن نود أن نكشف عن هويتنا كنساء، لأنه في ذلك الوقت كان سيتم التعامل مع طريقة كتاباتنا وتفكيرنا على أنها (أنثوية)، وكان لدينا انطباعا قويا أن مؤلفاتنا سيُنظر إليها باستعلاء، حيث لاحظنا كيف يستخدم النقاد في بعض الأحيان أسلوب المهاجمة الشخصية كوسيلة عقاب وأسلوب الغزل كمكافأة، وبالتالي لا يُعتبر ذلك إشادة حقيقية لأعمالنا».
على الرغم من بيع نسختين فقط من مجموعة قصائد الأخوات إلا أنهن استمرين في الإنتاج الأدبي وبدأن بكتابة الروايات الأولى لكل منهن، مع الاستمرار باستخدام الأسماء المستعارة عند إرسال النصوص إلى دور النشر المحتملة.

## رواية (جين أير)

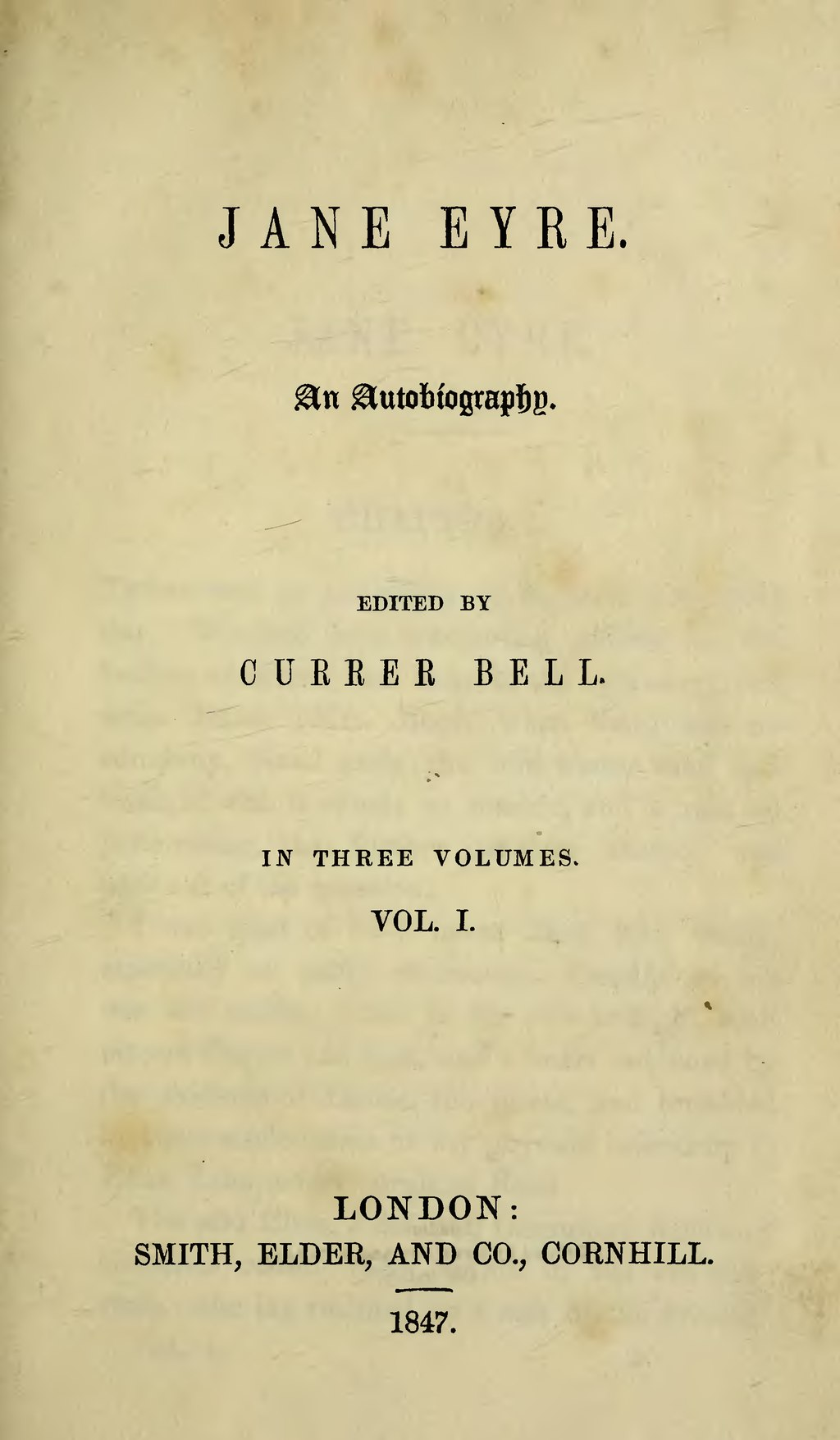
صفحة العنوان للطبعة الأولى من رواية جين أير (1847)

لم تجد شارلوت دار نشر لأول مخطوطاتها الأستاذ على الرغم من أنها شعرت بالارتياح للاستجابة المشجعة من قبل دار النشر سميث، إلدر وشركاهم في كورنهيل، والذين أعربوا عن اهتمامهم بأي أعمال أطول قد يرغب «كورير بل» في إرسالها. استجابت شارلوت باستكمال وإرسال مخطوطة ثانية في أغسطس 1847. بعد ستة أسابيع، نُشرت رواية جين أير. يروي الكتاب قصة مُربية بسيطة تُدعى جين ومعاناتها في حياتها المبكرة، ثم وقوعها في حب صاحب عملها السيد روتشستر. كان أسلوب الكتاب مبتكرا حيث جمع بين الأدب الطبعاني والميلودراما القوطية، وفتح آفاقا جديدة في كتابته من منظور أنثوي تروي فيه البطلة أحداث الرواية والتي تم استحضارها بشدة. كان باعتقاد شارلوت أن الفن أكثر إقناعا عندما يستند إلى التجربة الشخصية؛ وذلك تماما ما حدث في رواية جين أير حيث حولت شارلوت التجربة الشخصية إلى رواية نالت نجاحا عالميا.

حققت رواية جين أير نجاحا تجاريا على الفور وحظت بمراجعات إيجابية في البداية. كتب ناقد الأدب والمسرح الفيلسوف جورج هنري ليويس عنها ما يلي: 
«إنها رواية من صميم روح شهدت الكثير من الكفاح والمعاناة والتحمل.» 
كما وصفها بالتالي: 
«تتألف الرواية من تنهدات نابعة من الأعماق!»
تصاعدت التكهنات حول هوية وجنس «كورير بل» الغامض بعد نشر رواية مرتفعات ويذرنغ للكاتبة إيميلي برونتي (نُشرت تحت الاسم المستعار «إليس بل») ورواية آغنس غراي للكاتبة آن برونتي (نُشرت تحت الاسم المستعار «آكتون بل»). صاحب تلك التكهنات التغير في رد الفعل النقدي لعمل شارلوت، حيث تم توجيه الاتهامات بأن الكتابة كانت «فظة»، وتم إصدار هذا الحكم بسهولة بمجرد الاشتباه في كون «كورير بل» امرأة. مع ذلك، استمرت مبيعات رواية جين أير في قوتها وربما زادت نتيجة اكتساب الرواية لسمعة باعتبارها كتابا «غير لائق». كانت شارلوت فنانة هاوية موهوبة حيث نفذت بنفسها الرسومات للطبعة الثانية من رواية جين أير، وفي صيف عام 1834 عُرضت اثنتان من لوحاتها في معرض (Royal Northern Society) لتشجيع الفنون الجميلة في ليدز.

## رواية (شيرلي) وفاجعة موت إخوتها

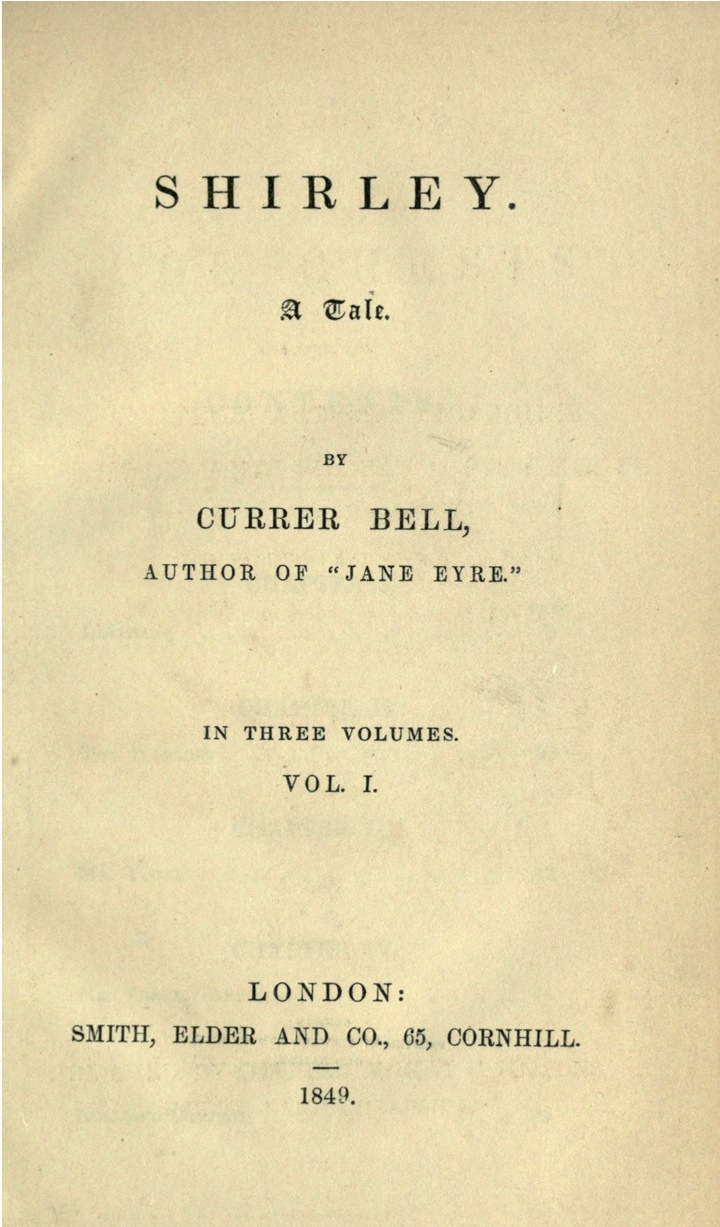
صفحة العنوان للطبعة الأولى من رواية شيرلي (1848)

في العام 1848 بدأت شارلوت العمل على مخطوطة روايتها الثانية شيرلي. كانت بصدد الانتهاء منها جزئيا عندما فُجعت عائلة برونتي بموت ثلاثة من أفرادها في غضون ثمانية أشهر.
في سبتمبر 1848 توفي شقيقها باتريك برانويل برونتي (المعروف باسم برانويل) بسبب التهاب القصبات المزمن ومرض مارزمس (نقص الغذاء والبروتينات)، وتفاقمت حالته الصحية بسبب الإفراط في شرب الخمر على الرغم من اعتقاد شارلوت أن وفاته كانت بسبب مرض السل. من المحتمل أيضا أن برانويل كان يعاني من إدمان صبغة الأفيون.
أصيبت إميلي بمرض السل بعد فترة وجيزة من جنازة شقيقها برانويل وتوفيت في ديسمبر 1848. توفيت آن بنفس المرض في مايو 1849.
لم تتمكن شارلوت من الكتابة أثناء هذه الأوقات الصعبة، ولكن بعد وفاة شقيقتها آن، استأنفت الكتابة كوسيلة للتعامل مع حزنها على فراقهم.
تناولت رواية شيرلي موضوعات الاضطرابات الصناعية ودور المرأة في المجتمع ونُشرت في أكتوبر 1849. على النقيض من رواية جين أير المكتوبة من منظور بطلة الرواية بضمير المتكلم، كتبت شارلوت رواية شيرلي بضمير الغائب وافتقرت إلى الفورية العاطفية التي ميزت الرواية الأولى، وقال عنها المراجعون أنها أقل إثارة للصدمة.
قامت شارلوت بحظر إعادة نشر رواية آن الثانية نزيل قاعة ويلدفيل بصفتها وريثة أختها الراحلة لما كان لهذا العمل تأثيرا ضارا على شعبية آن كروائية، وظلت الرواية مثيرة للجدل بين كاتبي السيرة الذاتية للأخوات برونتي منذ ذلك الحين.

## حياتها الاجتماعية
بعد نجاح رواياتها، ولا سيما رواية جين أير، قامت دار النشر بإقناع شارلوت للقيام بزيارات عرضية إلى لندن، حيث كشفت عن هويتها الحقيقية وبدأت بالتحرك في دوائر اجتماعية أكثر رقيا، وكونت صداقات مع هارييت مارتينو وإليزابيث غاسكل، كما تعرفت على وليم ثاكري وجورج هنري ليويس. لم تغادر شارلوت منطقة هاورث أبدا لأكثر من بضعة أسابيع في كل مرة لأنها لم ترغب في ترك والدها المُسن وحيدا.

ابنة ثاكري، الكاتبة آن إيزابيلا ثاكري ريتشي، وصفت زيارة شارلوت لوالدها على النحو التالي:
«دخل اثنان من السادة، تتقدمهما سيدة صغيرة ضئيلة البنية، رقيقة وجادة، ذات شعر فاتح أملس وعينين ثابتتين. تبدو أكبر من الثلاثين بقليل، وترتدي ثوبا مزخرفا بلون الطحالب الخضراء الباهتة مع قفازات. دخلت علينا بصمت وجدية، وكانت قلوبنا تخفق بحماس؛ هذه هي إذا الكاتبة! القوة المجهولة التي جعلت من كتبها محور الحديث في شتى أنحاء لندن وشغلت الناس بقراءتها، حتى وصل بعضهم إلى درجة التكهن وقالوا أن والدي هو من كتب هذه الكتب الرائعة. كانت تلك اللحظة تخطف الأنفاس لدرجة أن موعد العشاء أتى بمثابة النجدة من عظمة وطأة هذه المناسبة، وارتسمت على وجوهنا الابتسامة عندما تقدم والدي يعرض عليها ذراعه ليقودها إلى طاولة الطعام، وعلى الرغم من كونها عبقرية، إلا أن الآنسة برونتي بالكاد استطاعت أن تصل إلى كوعه. كانت انطباعاتي الخاصة عنها بأنها رزينة ومتجهمة، خاصة تجاه الفتيات الشابات اللواتي تقدمن بجرأة ليتبادلن معها أطراف الحديث. كان الجميع بانتظار المحادثات الشيقة التي لم تحدث أبدا، حيث عادت الآنسة برونتي إلى الكنبة في غرفة المكتب، وتمتمت بكلمة في صوت خافت من حين لآخر إلى مُربيتنا الطيبة. قلّت المحادثات شيئا فشيئا، وجلست السيدات بهدوء ينتظرن. اضطرب والدي من جو الكآبة والصمت فلم يستطع أن يتكيف مع ذلك على الإطلاق. بعد أن غادرت الآنسة برونتي، فاجأني والدي وهو يفتح الباب الأمامي مرتديا قبعته. وضع أصابعه على شفتيه، انسحب في الظلام، وأغلق الباب خلفه بهدوء. سألتني السيدة بروكتر فيما إذا كنت على علم بما حدث، كانت تلك إحدى أكثر الأمسيات كآبة بالنسبة للسيدة بروكتر. السيدات اللواتي كن يتوقعن الكثير من الأحاديث المبهجة فوجئن بالكآبة والجهامة حيث طغى الارتباك على الموقف، وكيفية مغادرة والدي الغرفة ومن بعدها المنزل بكل هدوء، وذهب ليرتاد ناديه.»
على الرغم من أن الصداقة التي جمعت بين شارلوت برونتي وإليزابيث غاسكل لم تكن قريبة بالتحديد، كانت غاسكل أول من كتب سيرة ذاتية عن شارلوت برونتي بعد وفاتها في عام 1855.

## رواية (ڤيليت)

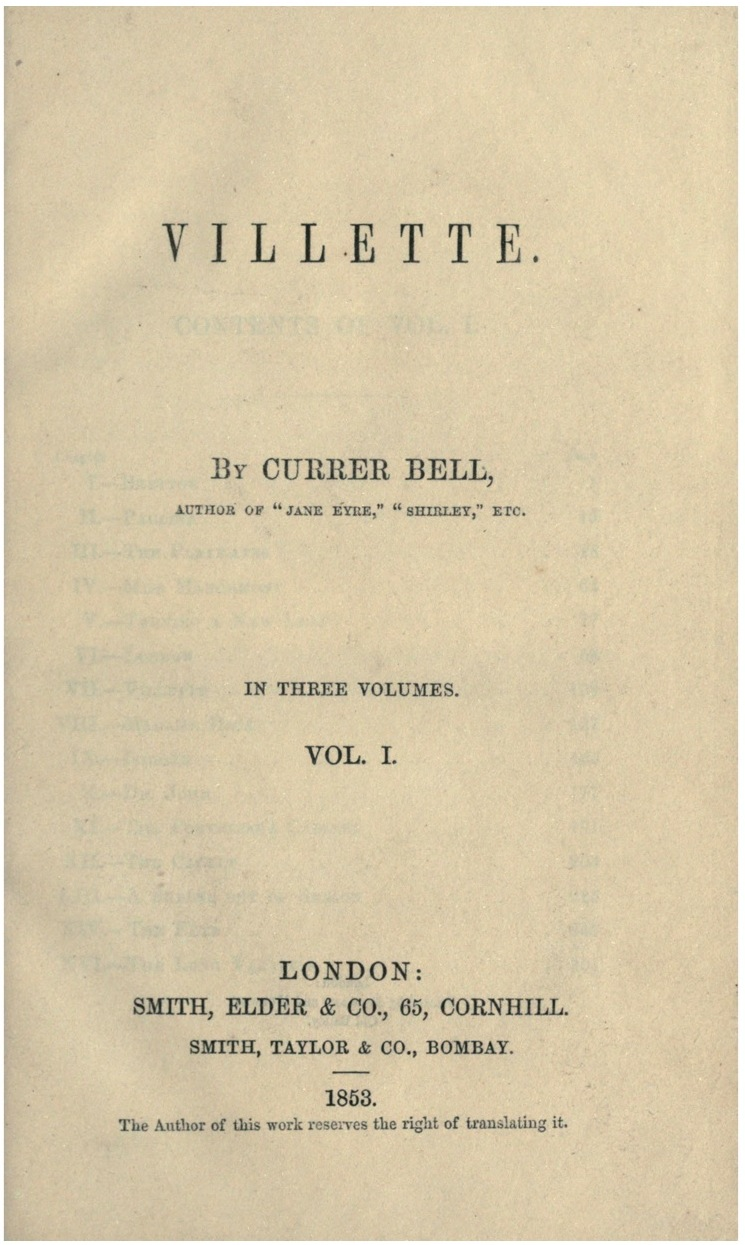
صفحة العنوان للطبعة الأولى من رواية ڤيليت (1853)

ڤيليت هي رواية شارلوت الثالثة والأخيرة التي نُشرت في حياتها حيث صدرت عام 1853، وتناولت في موضوعاتها الرئيسية العزلة وكيفية تحمل مثل هذه الحالة، والصراع الداخلي الناجم عن القمع الاجتماعي للرغبة الفردية.
تبدأ أحداث الرواية بذكريات من طفولة الشخصية الرئيسية - لوسي سنو - والتي تسافر لاحقا إلى الخارج للتدريس في مدرسة داخلية في مدينة ڤيليت الخيالية، حيث تواجه ثقافة وتوجهات دينية مختلفة عما عهدته في السابق، وتقع في حب رجل - بول إيمانويل - لا تستطيع الزواج منه. أدت تجاربها إلى حالة من الانهيار العصبي ولكنها في النهاية حظت بالاستقلال والرضا من خلال إدارة مدرستها الخاصة.
يدور جزء كبير من حوار الرواية باللغة الفرنسية. سجلت رواية ڤيليت عودة شارلوت للكتابة من منظور الشخصية الرئيسية بضمير المتكلم، وهي التقنية التي استخدمتها في رواية جين أير. يوجد تشابه آخر مع جين أير يكمن في استخدام جوانب من حياة الكاتبة الشخصية كمصدر إلهام للأحداث الخيالية، لا سيما إعادة صياغة الوقت الذي قضته في المدرسة الداخلية في بروكسل.
اعترف النقاد آنذاك بأن رواية ڤيليت تعتبر عملا أدبيا قويا ومعقدا على الرغم من أنها نالت نصيبها من الانتقادات السلبية التي وصفت أسلوب كتابة شارلوت بالفظاظة والافتقار للأنوثة في تصويرها لرغبات بطلة الرواية لوسي.

## زواجها

شارلوت برونتي 1854

قبل نشر رواية ڤيليت، تلقت شارلوت عرضا متوقعا للزواج من آرثر بل نيكولز، الكاهن المساعد لوالدها، والذي أحبها منذ فترة طويلة. رفضت شارلوت عرض الزواج في البداية كما اعترض والدها على هذه الزيجة - جزئيا على الأقل - بسبب الوضع المالي السيئ لنيكولز. أعربت إليزابيث غاسكل عن رأيها بأن الزواج يوفر «واجبات واضحة ومحددة» مفيدة للمرأة، وقامت بتشجيع شارلوت على النظر في الجوانب الإيجابية لهذا الزواج حيث سعت من خلال معارفها لتحسين الشؤون المالية لنيكولز. ازداد انجذاب شارلوت إلى نيكولز بالتدريج وبحلول يناير 1854 قبلت عرض الزواج. حصل الثنائي على موافقة والدها بحلول أبريل وتزوجا في يونيو من نفس العام. رغب والدها باتريك بمرافقها إلى الكنيسة ليزفها إلى زوجها، ولكن في اللحظة الأخيرة لم يستطع القيام بذلك، واضطرت شارلوت أن تشق طريقها إلى الكنيسة بدونه.
قضى الزوجان شهر العسل في بلدة باناغر، مقاطعة أوفالي، أيرلندا. كان زواجها ناجحا بكل المقاييس وأخيرا حظت بسعادة عارمة لم تشهد لها مثيل من قبل.

## وفاتها ورواية (الأستاذ)

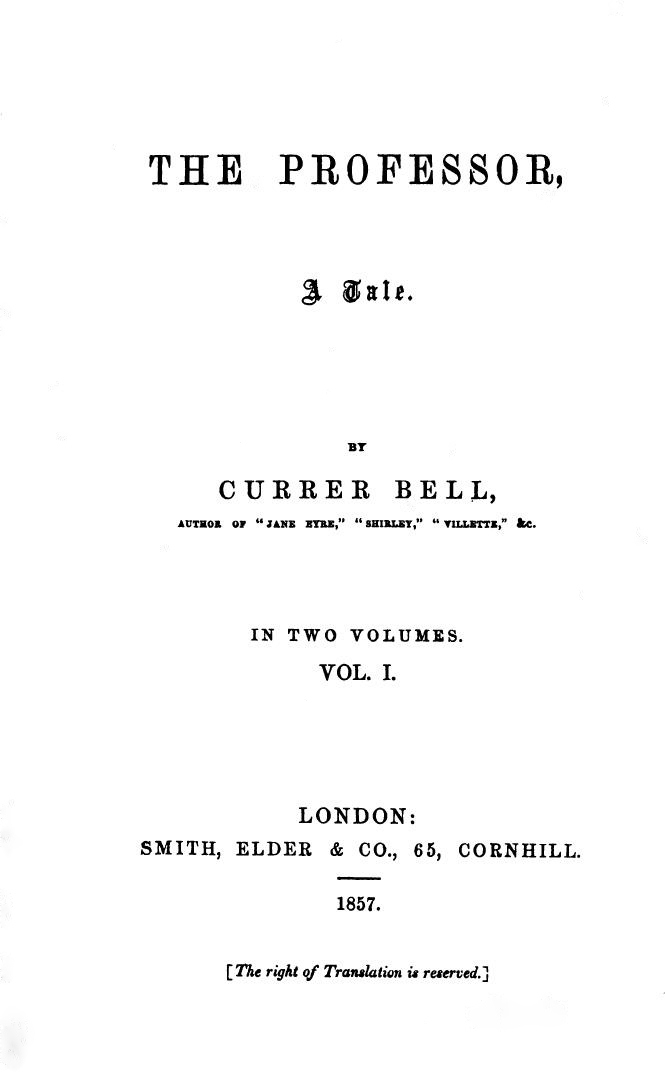
صفحة العنوان للطبعة الأولى من رواية الأستاذ (1857)

حملت شارلوت بعد زواجها بوقت قصير وسرعان ما بدأت صحتها بالتدهور، ووفقا للروائية إليزابيث غاسكل وهي أول من كتب سيرة ذاتية لشارلوت:
«هاجمها شعور دائم بالغثيان مع إغماءات متكررة».
توفيت شارلوت مع جنينها الذي لم يولد بعد في 31 مارس 1855 عن عمر ناهز 39 عاما. ذُكر في شهادة وفاتها أن مرض السل هو سبب الوفاة، بينما رجح العديد من كاتبي السيرة الذاتية بمن فيهم كلير هارمان أن وفاتها جاءت نتيجة الجفاف وسوء التغذية بسبب القيء الناجم عن غثيان الصباح الشديد أو القيء المفرط الحملي. دُفنت شارلوت في قبو العائلة في كنيسة القديس ميخائيل وجميع الملائكة في هاورث.
بعد وفاتها في العام 1857، تم نشر رواية الأستاذ وهي أول رواية كتبتها شارلوت. قام مؤلفون معاصرون مرتين باستكمال أجزاء من رواية جديدة عكفت شارلوت على كتابتها في سنواتها الأخيرة، وكانت الكاتبة والصحفية كلير بويلان صاحبة النسخة الأكثر شهرة بعنوان (إيما براون: رواية من مخطوطة غير مكتملة بقلم شارلوت برونتي) في العام 2003. كما تم نشر معظم كتاباتها عن المملكة الخيالية «أنغريا» بعد وفاتها.
في العام 2018 نشرت صحيفة نيويورك تايمز نعيا متأخرا لها.

## ديانتها
كانت شارلوت أنجليكية كونها ابنة رجل دين أنجليكي أيرلندي. قالت شارلوت في رسالة إلى دار النشر: 
«أحب كنيسة إنجلترا، بينما في الواقع لا أعتبر القساوسة فيها شخصيات معصومة عن الخطأ، حيث أنني شهدت الكثير من أفعالهم بما يتعارض مع ذلك. لكنني متعلقة بشدة بالمؤسسة على الرغم من كل عيوبها باستثناء العقيدة الأثناسية الوثنية.»
كتبت في رسالة إلى صديقتها إلين نسي:
«إذا كان بإمكاني العيش معك دائما وقراءة الكتاب المقدس معك يوميا، إذا كان باستطاعة شفتيك وشفتي الشرب من نفس نافورة الرحمة النقية في نفس الوقت - وكم أتمنى ذلك، سأكون على ثقة بأنني قد أصبح يوما ما أفضل بكثير من أفكاري الشريرة وقلبي الفاسد وروحي الباردة وسيسمح ذلك للدفء بأن يتخلل جسدي.»

## سيرتها الذاتية (حياة شارلوت برونتي)
قامت إليزابيث غاسكل بنشر السيرة الذاتية (حياة شارلوت برونتي) في العام 1857. كانت تلك خطوة مهمة بالنسبة لروائية رائدة أن تكتب سيرة ذاتية لروائية أخرى، وطبقت غاسكل نهجا غير اعتيادي في ذلك، فبدلا من تحليل إنجازاتها، قامت بسرد تفاصيل خاصة عن حياة شارلوت مع التركيز على الجوانب التي عارضت اتهامات «الفظاظة» التي كانت موجهة لكتابات شارلوت. كانت السيرة الذاتية صريحة في بعض المواضع، لكنها أغفلت تفاصيل قصة حب برونتي لقسطنطين هيجر، وهو رجل متزوج، باعتبارها إهانة كبيرة للأخلاق المعاصرة آنذاك وكان من المحتمل أن يتسبب ذلك بالحزن لوالد شارلوت وأرملها وأصدقائها. كما قدمت غاسكل معلومات مشكوك فيها وغير دقيقة عن الأب باتريك برونتي، مدعية أنه لم يسمح لأبنائه بأكل اللحوم. تم دحض هذه المعلومة في إحدى أوراق مذكرات إميلي برونتي، حيث احتوت على وصفة لتحضير اللحوم والبطاطس لمأدبة عشاء في بيت الكاهن برونتي. قيل أن نهج غاسكل نجح في تشتيت الانتباه بعيدا عن الروايات «الصعبة»، ليس فقط روايات شارلوت، بل كافة الأخوات برونتي، وبدأت عملية تقديس حياتهن الخاصة.

## رسائل شارلوت لأستاذها قسطنطين هيجر
في 29 يوليو 1913 طبعت صحيفة ذا تايمز في لندن أربعة رسائل كتبتها شارلوت إلى قسطنطين هيجر بعد مغادرتها بروكسل عام 1844. كُتبت الرسائل بالفرنسية باستثناء تذييل واحد باللغة الإنجليزية. كسرت تلك الرسائل التصور السائد لشارلوت من قبل العديد من كاتبي السيرة الذاتية، بدءا من إليزابيث غاسكل، والذين أظهروا شارلوت كمضحية ملائكية للواجبات المسيحية والنسائية. كانت تلك الرسائل جزءا من مراسلات أكثر وكانت أحادية الجانب إلى حد ما حيث بدا أنها غالبا لم تتلقى ردودا من السيد هيجر. كشفت الرسائل عن حالة حب بين شارلوت ورجل متزوج على الرغم من تعقيدها وتفسيرها بطرق عديدة. على سبيل المثال وبموجب أحد التفسيرات، دلت الرسائل على أنها دراما ذاتية أدبية للتعبير عن امتنان تلميذة سابقة لأستاذها.
في العام 1980 أُزيح الستار عن لوحة تذكارية في مركز الفنون الجميلة في بروكسل (BOZAR) في موقع مدرسة السيدة هيجر تكريما لشارلوت وإميلي. في مايو 2017 تم تنظيف اللوحة.

## أعمالها الأدبية

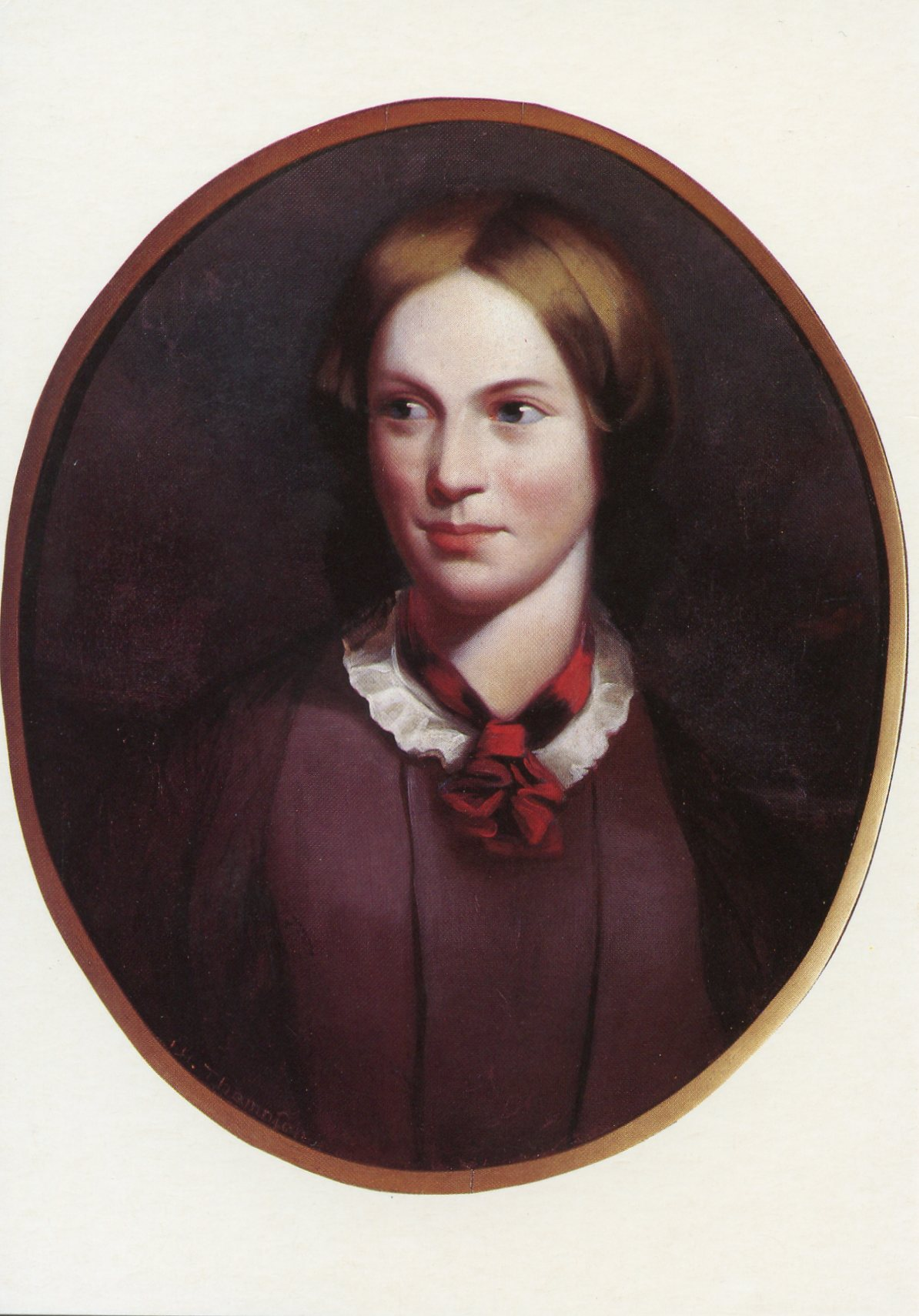
لوحة شارلوت برونتي للفنان جيه إتش تومسون في متحف الكاهن برونتي

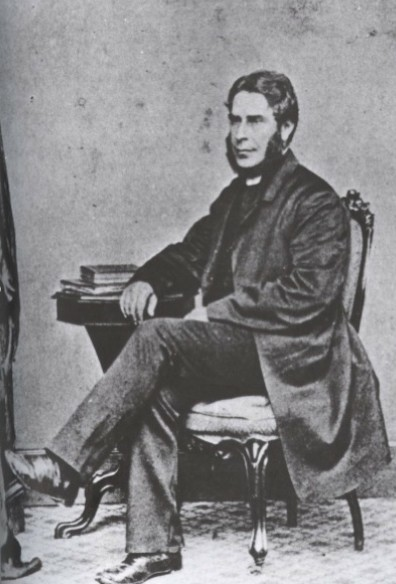
آرثر بل نيكولز وقت زواجه من شارلوت (1854)

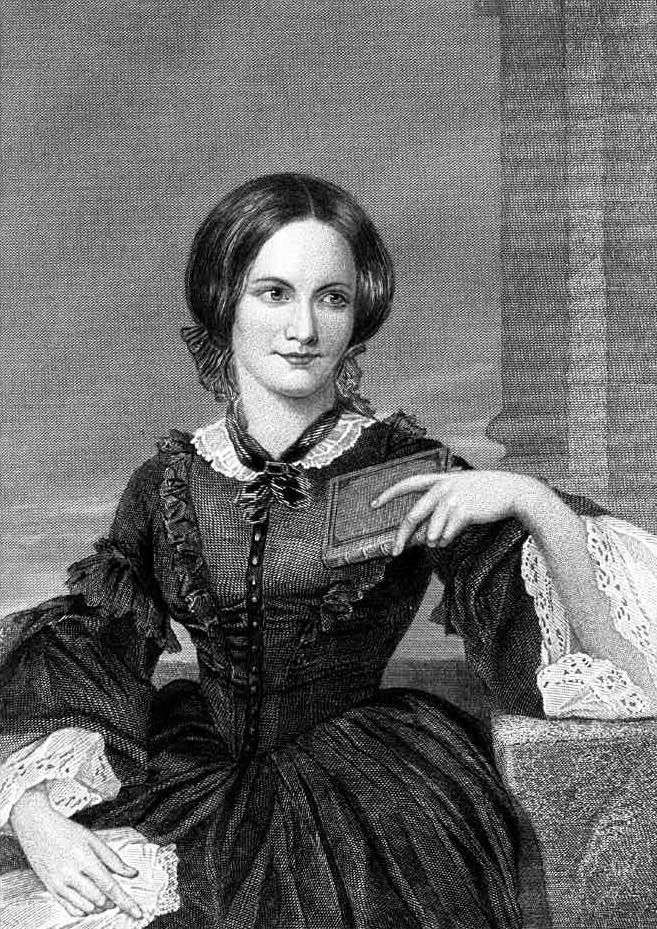
لوحة مثالية بعد وفاة شارلوت للفنان دويكينيك (1873) استنادا إلى رسمة للفنان جورج ريتشموند

### أعمال أدبية شابة
- مجلة الشباب (The Young Men's Magazine)، العدد 1-3 (أغسطس 1830)
- التميمة (The Spell)
- السر (The Secret)
- ليلي هارت (Lily Hart)
- اللقيط (The Foundling)
- أنغريا والأنغاريون (My Angria and the Angrians)
- ألبيون ومارينا (Albion and Marina)
- حكايات سكان الجزيرة (Tales of the Islanders)
- حكايات أنغريا (Tales of Angria)، كُتبت في الفترة 1838-1839، هي مجموعة من كتابات الطفولة والمراهقة بما في ذلك خمس روايات قصيرة:
  - مينا لوري (Mina Laury)
  - فندق ستانكليف (Stancliffe's Hotel)
  - دوق زامورنا (The Duke of Zamorna)
  - هنري هيستنغز (Henry Hastings)
  - كارولين فيرنون (Caroline Vernon)
- مقتطفات من مجلة رو هيد (The Roe Head Journal Fragments)

- القزم الأخضر، حكاية الزمن الماضي التام (The Green Dwarf, A Tale of the Perfect Tense)، كُتبت عام 1833 تحت الاسم المستعار اللورد تشارلز ألبرت فلوريان ويليزلي،[27] ويظهر فيها تأثرها بالكاتب والتر سكوت. التعديلات التي أدخلتها شارلوت على أسلوبها القوطي السابق دفعت أستاذة علم اللغة الإنجليزية الفخرية كريستين ألكساندر للتعليق على ذلك العمل: «من الواضح أن برونتي قد سئمت من النمط القوطي في حد ذاته»[28]

### روايات
- جين أير، نُشرت عام 1847
- شيرلي، نُشرت عام 1849
- ڤيليت، نُشرت عام 1853
- الأستاذ، كتُبت قبل جين أير، تم تسليمها مع أعمال الأخوات برونتي مرتفعات ويذرنغ وأغنيس غراي، وبعدها تم تسليمها وحدها ورُفضت من قبل عدة دور نشر، ونُشرت عقب وفاة شارلوت عام 1857
- إيما (Emma)، مخطوطة غير مكتملة، كتبت شارلوت منها 20 صفحة فقط، نُشرت عقب وفاتها عام 1860، في العقود الأخيرة ظهرت على الأقل تكملتان لهذه المخطوطة:
  - إيما، بقلم «شارلوت برونتي وسيدة أخرى»، نُشرت عام 1980، رغم أن كتابتها تُعزى إلى إليزابيث غاوج،[29] إلا أن المؤلفة الفعلية كانت كونستانس سافري[30]
  - إيما براون، بقلم «كلير بويلان»، نُشرت عام 2003

### أشعار
- قصائد بقلم «كورير، إليس، وآكتون بل» (Poems by Currer, Ellis, and Acton Bell)، نُشرت عام 1846
- قصائد مختارة للأخوات برونتي، شعر لكل إنسان (Selected Poems of the Brontës, Everyman Poetry)، نُشرت عام 1997

## روابط خارجية
- شارلوت برونتي على موقع IMDb (الإنجليزية)
- شارلوت برونتي على موقع ميتاكريتيك (الإنجليزية)
- شارلوت برونتي على موقع الموسوعة البريطانية (الإنجليزية)
- شارلوت برونتي على موقع قاعدة بيانات الأفلام العربية
- شارلوت برونتي على موقع ألو سيني (الفرنسية)
- شارلوت برونتي على موقع ميوزك برينز (الإنجليزية)
- شارلوت برونتي على موقع تيرنر كلاسيك موفيز (الإنجليزية)
- شارلوت برونتي على موقع أول موفي (الإنجليزية)
- شارلوت برونتي على موقع قاعدة بيانات برودواي على الإنترنت (الإنجليزية)
- شارلوت برونتي على موقع قاعدة بيانات الأفلام السويدية (السويدية)